# Glenognatha argenteoguttata
Glenognatha argenteoguttata är en spindelart som först beskrevs av Lucien Berland 1935.  Glenognatha argenteoguttata ingår i släktet Glenognatha och familjen käkspindlar. Inga underarter finns listade i Catalogue of Life.